# Cyamophila coluteae
Cyamophila coluteae är en insektsart som först beskrevs av Baeva 1966.  Cyamophila coluteae ingår i släktet Cyamophila och familjen rundbladloppor. Inga underarter finns listade i Catalogue of Life.